# Parotozuch
Parotosuchus jest nazwą rodzajową drapieżnego płaza z rzędu temnospondyli, który żył w triasie (ponad 245 milionów lat temu). Jego szczątki odkryto na terenie Kazachstanu, Niemiec, Rosji oraz Południowej Afryki. Ostatnio odnaleziono jego szczątki także na Antarktydzie, która była niegdyś dużo cieplejsza niż obecnie.
Było to dwumetrowej długości zwierzę, przypominające wyglądem współczesne salamandry. Pokryty był łuskowatą skórą, odmienną nieco od skóry obecnie żyjących płazów.
Było to ziemno-wodne zwierzę, zamieszkujące rzeki i jeziora, w których pływał, wykonując prawdopodobnie  szczupakowate ruchy.